# Aporobopyrina lamellata
Aporobopyrina lamellata är en kräftdjursart som beskrevs av Sueo M. Shiino 1934. Aporobopyrina lamellata ingår i släktet Aporobopyrina och familjen Bopyridae. Inga underarter finns listade i Catalogue of Life.